# Josef Mánes

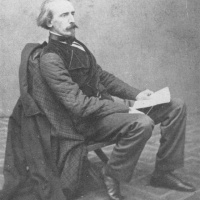
Josef Mánes (1860)

Josef Mánes (* 12. Mai 1820 in Prag; † 9. Dezember 1871 ebenda) war böhmischer Maler und Vertreter der Romantik.

## Leben

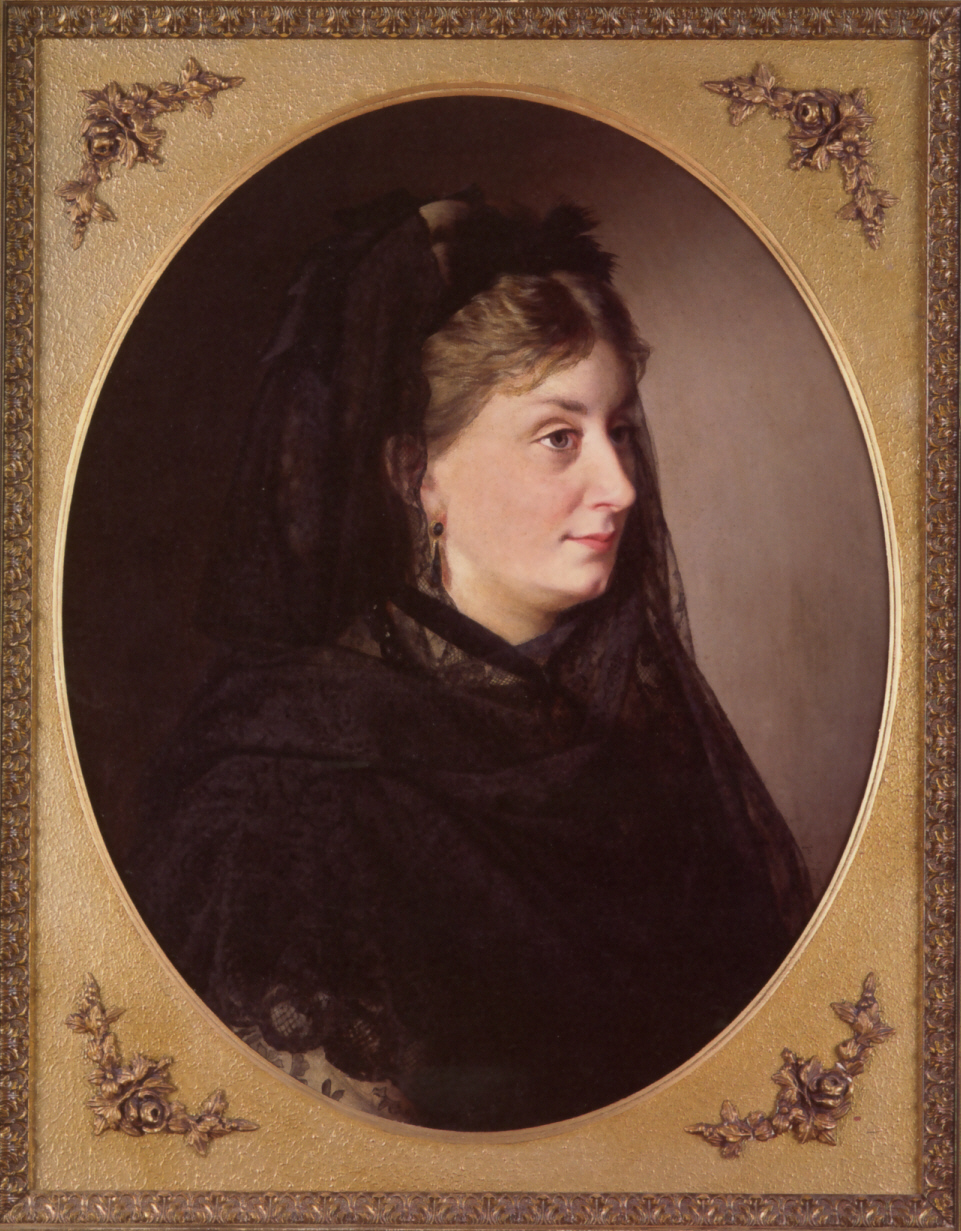
Porträt einer Dame, 1851, Sammlung Kooperativa

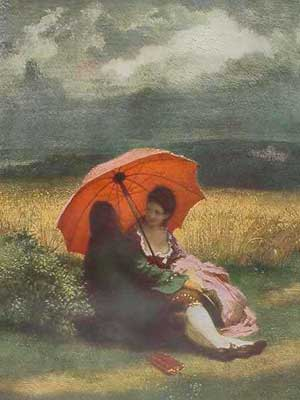
Milenci (Liebespaar)

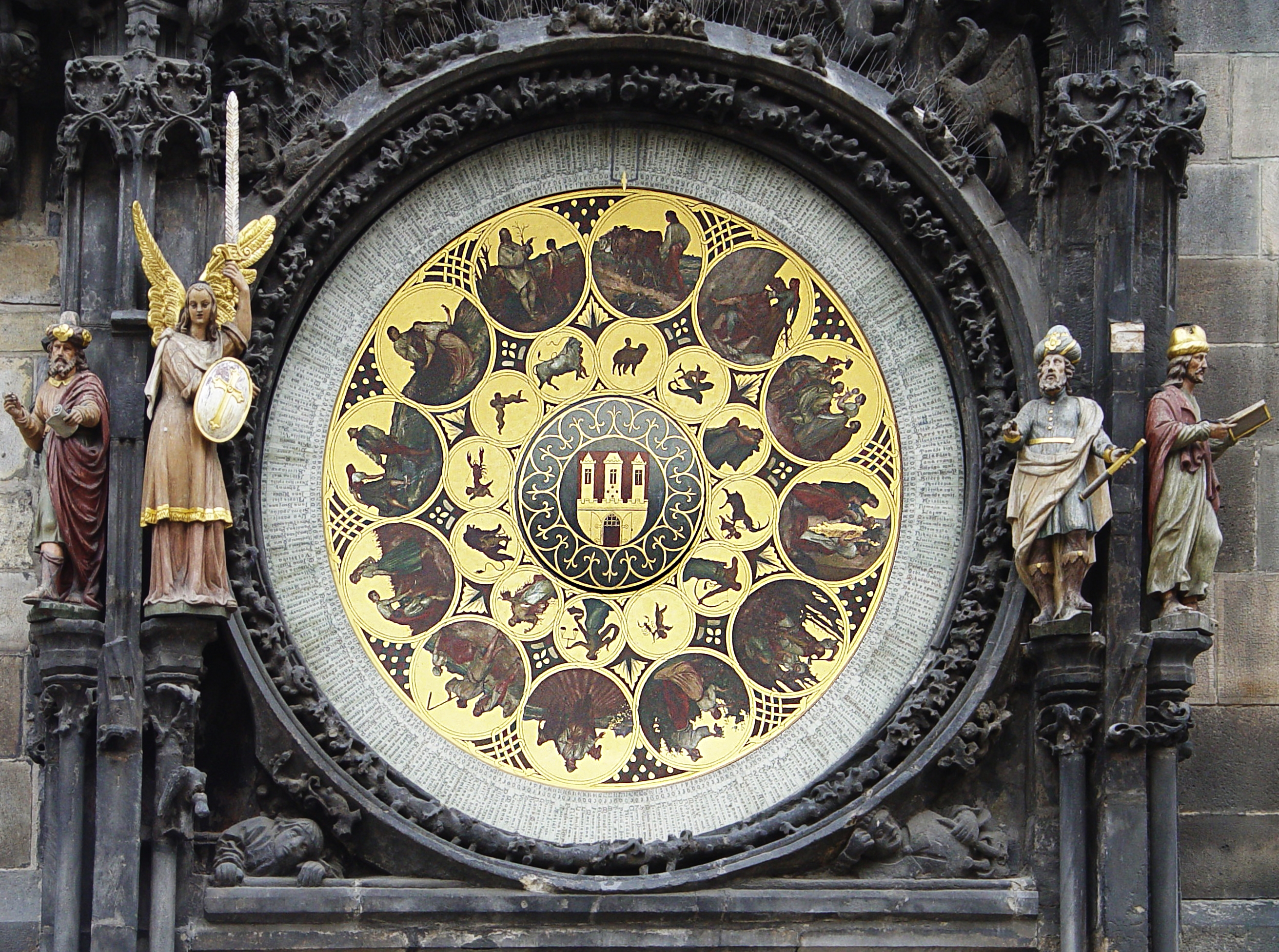
Monatsbilder an der Astronomischen Uhr in Prag

Josef Mánes entstammte einer weit verzweigten Malerfamilie. Bedeutende Familienmitglieder und böhmische Künstler waren unter anderem sein Vater Antonín Mánes, sein Onkel und Direktor der Prager Malerakademie Wenzel Mánes, sein Bruder Quido Mánes und seine Schwester Amalie Mánes.
Die erste künstlerische Erziehung erhielt er bei seinem Vater. Von 1835 bis 1844 studierte Mánes an der Prager Akademie der bildenden Künste bei František Tkadlík und Christian Ruben. Anschließend setzte er seine Studien zwei Jahre in der damaligen Künstlermetropole München fort. Nach seiner Rückkehr verbrachte er zwei Jahrzehnte beim Grafen Friedrich Silva-Tarouca auf dem Schloss in Tschech. Von hier aus unternahm er auch seine Erkundungsreisen nach Mähren, in die Slowakei und nach Polen.
Mánes nahm rege am kulturellen Leben teil. Er war aktives Mitglied der Künstlervereinigung Umělecká beseda, er entwarf die Uniformen und Fahnen für die Turnbewegung Sokol und für weitere zahlreiche literarische patriotische Vereinigungen. 1857 besuchte er Russland und drei Jahre später Italien, von wo er seelisch krank zurückkehrte.

## Bedeutung
Josef Mánes gilt als der tschechische Nationalmaler des 19. Jahrhunderts. Sein vielseitiges Werk umfasst Landschaften, Porträts, historische Szenen, Genremalereien, volkskundliche und botanische Studien. Von den Zeitgenossen wurden seine Werke jedoch nicht verstanden und kühl aufgenommen, was für Mánes schließlich eine hohe Abhängigkeit vom Haus Silva-Tarouca bedeutete. Bekannt sind seine Illustrationen des Prager Orloj und seine Bilder, inspiriert durch das Leben auf dem Dorf, deren Menschen für ihn die Reinheit, Ursprünglichkeit und Menschlichkeit symbolisierten.

## Ehrungen
Nach dem Künstler wurde eine 1887 gegründete tschechische Künstlervereinigung Spolek výtvarných umělců Mánes (SVU Mánes) benannt, deren Ausstellungsgebäude sich in Prag befindet. Eine der zentralen Prager Moldaubrücken, die von der Altstadt zur Kleinseite führt, trägt seinen Namen. Eine Statue, die Mánes darstellt, befindet sich am Beginn der Mánes-Brücke auf der Altstädter Seite. Zahlreiche Briefmarken der tschechoslowakischen Post zeigen Motive nach Bildern von Mánes oder ihn selbst.

## Werke
- Porträt einer Dame, Öl auf Leinwand, 64,5 × 54,5 cm (Sammlung Kooperativa, Wiener Städtische Versicherung), 1851
- Beim Ausflug III, Öl auf Leinwand, 19 × 26 cm (Prag, Nationalgalerie, Inv. Nr. O 5759), 1851
- Augustin Vendulák, Öl auf Leinwand, 70,4 × 57 cm (Pardubice, Ostböhmische Galerie), 1854
- Maria Venduláková, Öl auf Leinwand, 71,5 × 57,4 cm (Pardubice, Ostböhmische Galerie), 1854
- Näherin, Öl auf Leinwand, 39 × 28 cm (Prag, Nationalgalerie, Inv. Nr. O 3000), 1858/59
- Lyrische Poesie, Tempera auf Leinwand, Durchmesser 161,5 cm (Prag, Nationalgalerie, Inv. Nr. O 4634), 1860
- Unter der Hütte, Öl auf Leinwand, 39 × 29,5 cm (Prag, Nationalgalerie, Inv. Nr. O 3001), nach 1860
- Flagge des Sängervereins Lukes, Öl auf Seide, 137 × 149 cm (Prag, Nationalgalerie, Inv. Nr. O 2313), 1868